# 国鳥

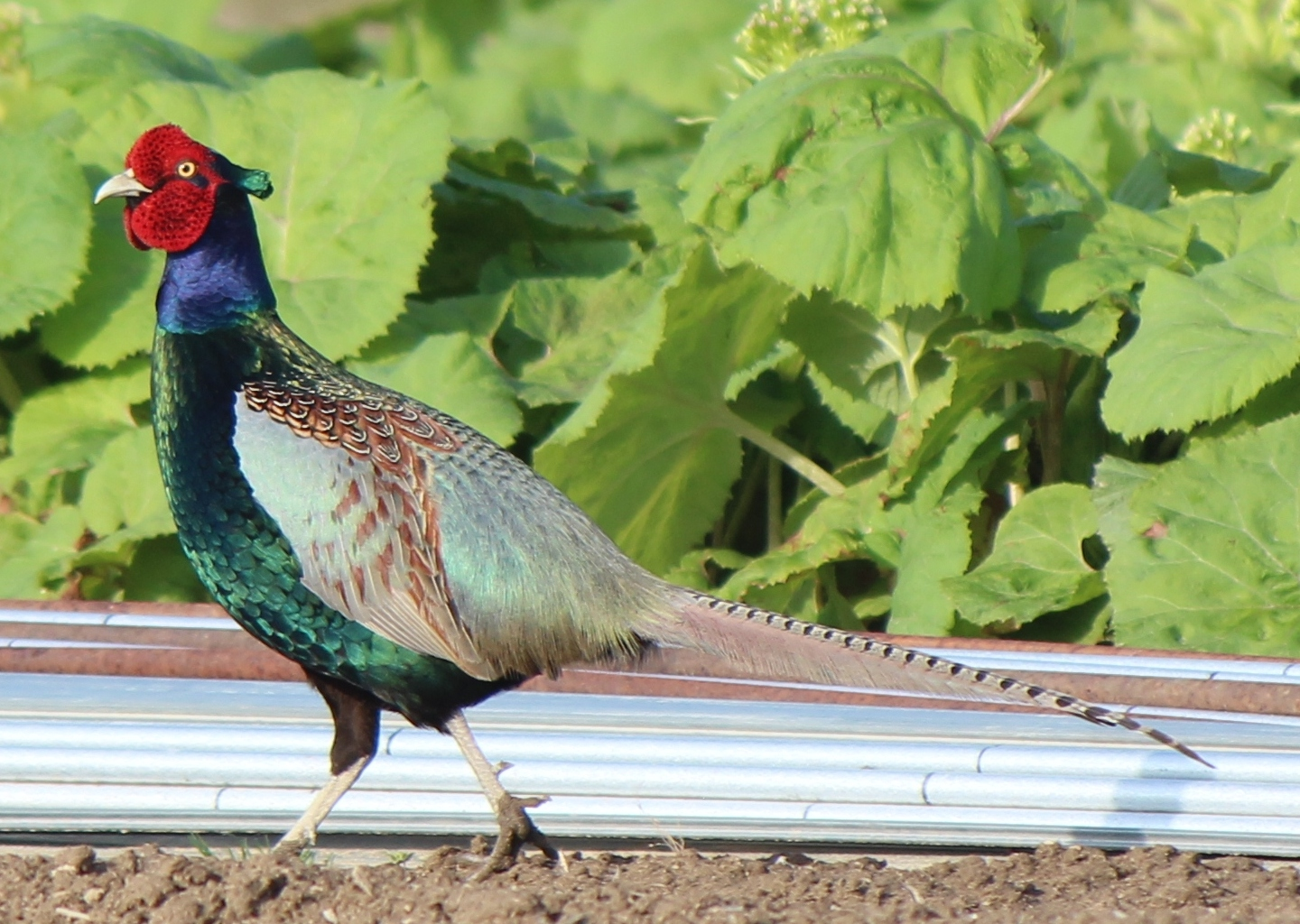
日本の非公式な国鳥であるキジ

国鳥（こくちょう）とは、国を代表したり、象徴する鳥である。

## 解説
国鳥は、国家機関が選定する場合や、全国的な鳥類学術機関が選定する場合、特に選定されず歴史的に認知されている場合など、様々な例があり、国により国民の認知度にも差がある。
アジアではキジ科の鳥が国鳥となる例が多い。また、アフリカではツル目が、ヨーロッパではスズメ目の例が多い。中央アメリカではキヌバネドリ目が、南アメリカではコンドル類が多い。
国鳥は手厚く保護される場合もあるが、選考の決め手として、単に容姿や分布のみならず、狩猟文化や食文化なども含めた国民的な知名度・親近感が考慮されることも多い。たとえば、日本は（非公式ではあるが）国鳥であるキジ（雉）を狩猟している。また、フランスの国鳥の鶏は家禽である。ほか、モーリシャスの国鳥のドードーは人間（つまりモーリシャス国民の先祖）の進出によって絶滅した鳥である。

## 各国の国鳥

### アジア
| 国名                   | 国鳥                 | 備考                                                                 |
| ---------------------- | -------------------- | -------------------------------------------------------------------- |
| アゼルバイジャン       | オジロワシ           |                                                                      |
| アルメニア             | コウノトリ           |                                                                      |
| カンボジア             | オニトキ             |                                                                      |
| イラク                 | イワシャコ           |                                                                      |
| インド                 | インドクジャク       |                                                                      |
| インドネシア           | ジャワクマタカ       |                                                                      |
| ウズベキスタン         | カワラバト           |                                                                      |
| カザフスタン           | オジロワシ           |                                                                      |
| キルギス               | オジロワシ           |                                                                      |
| ジョージア             | オジロワシ           |                                                                      |
| シンガポール           | キゴシタイヨウチョウ |                                                                      |
| スリランカ             | セイロンヤケイ       |                                                                      |
| タイ                   | シマハッカン         |                                                                      |
| 大韓民国               | カササギ             | 公式には定められていない。1964年の韓国日報の国鳥公募で選ばれたもの。 |
| タジキスタン           | シロハラサケイ       |                                                                      |
| 中華民国               | ミカドキジ           | 非公式。                                                             |
| 中華人民共和国         | キンケイ、タンチョウ | いずれも非公式。                                                     |
| 朝鮮民主主義人民共和国 | カササギ             |                                                                      |
| トルクメニスタン       | オジロワシ           |                                                                      |
| トルコ                 | ワキアカツグミ       |                                                                      |
| 日本                   | キジ                 | 非公式。1947年に民間団体の日本鳥学会が国鳥に選定した。               |
| ネパール               | ニジキジ             |                                                                      |
| パキスタン             | イワシャコ           |                                                                      |
| バングラデシュ         | シキチョウ           |                                                                      |
| フィリピン             | フィリピンワシ       | 1995年7月4日に制定。                                                 |
| ブータン               | ワタリガラス         |                                                                      |
| ミャンマー             | ハイイロコクジャク   | 非公式。                                                             |
| モンゴル               | オジロワシ           |                                                                      |

### アフリカ
| 国名                 | 国鳥                   | 備考                   |
| -------------------- | ---------------------- | ---------------------- |
| ウガンダ             | ホオジロカンムリヅル   |                        |
| エリトリア           | ホオジロエボシドリ     |                        |
| サントメ・プリンシペ | ヨウム 、トビ          |                        |
| ザンビア             | サンショクウミワシ     |                        |
| ジンバブエ           | サンショクウミワシ     |                        |
| ナイジェリア         | カンムリヅル           |                        |
| ナミビア             | ハジロアカハラヤブモズ |                        |
| 南アフリカ共和国     | ハゴロモヅル           |                        |
| 南スーダン           | サンショクウミワシ     |                        |
| モーリシャス         | ドードー               | 17世紀に絶滅している。 |

### ヨーロッパ
| 国名           | 国鳥                 | 備考                                                                 |
| -------------- | -------------------- | -------------------------------------------------------------------- |
| アイスランド   | シロハヤブサ         |                                                                      |
| アイルランド   | ミヤコドリ           | ミソサザイやタゲリとする資料もある                                   |
| アルバニア     | イヌワシ             |                                                                      |
| イギリス       | ヨーロッパコマドリ   |                                                                      |
| イタリア       | イタリアスズメ       |                                                                      |
| ウクライナ     | ヨーロッパコマドリ   |                                                                      |
| エストニア     | ツバメ               |                                                                      |
| オーストリア   | ツバメ               |                                                                      |
| オランダ       | オグロシギ           | 法的に定められてはいないが、インターネット投票では一番の人気を得た。 |
| ギリシャ       | コキンメフクロウ     |                                                                      |
| クロアチア     | サヨナキドリ         |                                                                      |
| スウェーデン   | クロウタドリ         |                                                                      |
| スペイン       | イベリアカタシロワシ | 法的に定められてはいない                                             |
| デンマーク     | コブハクチョウ       |                                                                      |
| ドイツ         | シュバシコウ         |                                                                      |
| ノルウェー     | ムナジロカワガラス   |                                                                      |
| ハンガリー     | ノガン               |                                                                      |
| フランス       | ニワトリ（雄鶏）     | 法的に定められてはいない。                                           |
| フィンランド   | オオハクチョウ       |                                                                      |
| フェロー諸島   | ノガン               | ミヤコドリとする資料もある                                           |
| ベラルーシ     | シュバシコウ         |                                                                      |
| ベルギー       | チョウゲンボウ       |                                                                      |
| ポーランド     | シュバシコウ         | オジロワシ とする資料もある                                          |
| ポルトガル     | ニワトリ（雄鶏）     |                                                                      |
| マルタ         | イソヒヨドリ         |                                                                      |
| モルドバ       | クロハゲワシ         |                                                                      |
| ラトビア       | タイリクハクセキレイ |                                                                      |
| リトアニア     | シュバシコウ         |                                                                      |
| ルーマニア     | モモイロペリカン     | 法的に定められてはいない                                             |
| ルクセンブルク | キクイタダキ         |                                                                      |
| ロシア         | ゴシキヒワ           | コハクチョウとする資料もある                                         |

### 北アメリカ・中央アメリカ
| 国名                 | 国鳥                     | 備考 |
| -------------------- | ------------------------ | ---- |
| アメリカ合衆国       | ハクトウワシ             |      |
| キューバ             | キューバキヌバネドリ     |      |
| グアテマラ           | ケツァール               |      |
| コスタリカ           | バフムジツグミ           |      |
| ジャマイカ           | フキナガシハチドリ       |      |
| ドミニカ共和国       | ヤシドリ                 |      |
| ドミニカ国           | ミカドボウシインコ       |      |
| トリニダード・トバゴ | ハチドリ                 |      |
| ニカラグア           | アオマユハチクイモドキ   |      |
| ハイチ               | ヒスパニオラキヌバネドリ |      |
| パナマ               | オウギワシ               |      |
| バハマ               | フラミンゴ               |      |
| メキシコ             | カラカラ                 |      |

### 南アメリカ
| 国名         | 国鳥               | 備考           |
| ------------ | ------------------ | -------------- |
| アルゼンチン | セアカカマドドリ   |                |
| ウルグアイ   | ナンベイタゲリ     |                |
| エクアドル   | アンデスコンドル   |                |
| ガイアナ     | ツメバケイ         |                |
| グレナダ     | グレナダバト       |                |
| コロンビア   | アンデスコンドル   |                |
| チリ         | コンドル           |                |
| パラグアイ   | ハゲノドスズドリ   |                |
| ブラジル     | ナンベイコマツグミ | 2002年に指定。 |
| ベネズエラ   | ツリスドリ         |                |
| ペルー       | アンデスイワドリ   |                |

### オセアニア
| 国名               | 国鳥               | 備考                       |
| ------------------ | ------------------ | -------------------------- |
| オーストラリア     | コトドリ           |                            |
| キリバス           | グンカンドリ       |                            |
| ニューカレドニア   | カグー             |                            |
| ニュージーランド   | キーウィ           | 法的に定められてはいない。 |
| パプアニューギニア | ゴクラクチョウ     |                            |
| パラオ             | ホリイヒメアオバト |                            |